# Armoiries du kraï du Primorié
Les armoiries du kraï du Primorié sont un des symboles du sujet russe du Primorié, situé dans l'Extrême-Orient russe.

## Définition juridique
Les armoiries actuelles sont définies par la loi no 33-KZ du 25 décembre 2002 sur les armoiries du kraï du Primorié, promulguée le 21 janvier 2023. Elles avaient déjà été approuvées par le décret de la douma du kraï du Primorié no 24 du 2 février 1995 et par un décret du gouvernement du kraï du Primorié no 283 du 29 mai 1995.
Depuis l'annexe 2 à la loi du 21 janvier 2003 no 33-KZ, des armoiries cérémoniales ont été instaurées, où les armoiries sont surmontées d'une couronne impériale dorée et entourée d'une couronne de branches de chêne doré entrelacées de rubans bleus.

## Éléments
| Élément                    | Attribut                                                                                     |
| -------------------------- | -------------------------------------------------------------------------------------------- |
| Couleur verte              | Végétation de la taïga de l'Oussouri Vallées du Primorié Espoir et abondance                 |
| Croix bleue de Saint-André | Position côtière de la région et rôle de la mer dans l'Histoire du Primorié La Russie La mer |
| Tigre                      | Tigre de l'AmourPosition de la région                                                        |
| Couleur or du tigre        | Diversité et richesse des ressources naturelles de la région                                 |